# Accumulatorenfabrik Sonnenschein
Accumulatorenfabrik Sonnenschein GmbH là một nhà sản xuất ắc quy và pin cho đến khi công ty được bán cho tập đoàn pin Pháp-Ý CEAC, có trụ sở tại Clichy, vào năm 1992. Sau khi tập đàn CEAC được tiếp quản bởi tập đoàn pin chì của Mỹ Exide Technologies vào năm 1996, tập đoàn này đã hợp nhất Accumulatorenfabrik Sonnenschein GmbH vào Deutsche Exide GmbH vào năm 2000.

## Lịch sử

### Thành lập
Theodor Sonnenschein, một sinh viên của Max Planck, đã thành lập công ty vào năm 1910 tại Berlin. Sonnenschein đã sản xuất pin chì trong quá trình nghiên cứu của mình. Việc Allgemeine Berliner Omnibus AG đặt một đơn đặt hàng lớn đã thúc đẩy sự thành lập của công ty.

### Phát triển
Năm 1918 Clemens Jonen, anh rể của Sonnenschein, gia nhập công ty và tiếp quản hoàn toàn Accumulatorenfabrik Sonnenschein vào năm 1926. Clemens Jonen qua đời vào năm 1957 và thế hệ tiếp theo tiếp quản công ty, Marie-Luise Schwarz-Schilling (nhũ danh Jonen) và chồng của bà là Christian Schwarz-Schilling. Vào đầu những năm 1990, công ty gặp khó khăn về kinh tế vào năm 1992 được bán cho tập đoàn pin chì CEAC từ Pháp, tiếp tục điều hành Accumulatorenfabrik Sonnenschein với tư cách là một công ty trách nhiệm hữu hạn độc lập. Sau khi CEAC được tiếp quản bởi American Exide Technologies vào năm 1996, Sonnenschein GmbH được sát nhập vào Deutsche Exide GmbH.

### Biểu trung
Vợ của Clemens Jonen, Edita, đã vẽ biểu trưng của công ty, một nửa mặt trời, nhân dịp triển lãm radio năm 1927. Biểu trưng đã này đã xuất hiện trên các sản phẩm do công ty sản xuất kể từ đó. Thương hiệu này ngày nay vẫn được sử dụng bởi công ty pin chì Exide Technologies cho pin gel chì.

## Cơ sở sản xuất

### Berlin
Cho đến năm 1936, việc sản xuất của công ty được thực hiện tại 104 Alt-Moabit, cho tới khi nơi đây trở nên quá eo hẹp vào năm 1936, công ty chuyển sang 63-64 Huttenstraße. Khi nhu cầu về ắc quy tiếp tục tăng, vào năm 1938, công ty chuyển đến một nhà máy mới tại 68 Fritz-Werner-Strasse ở Berlin-Mariendorf, gần nhà máy động cơ Daimler. Trong khuôn viên gắn liền nhà máy tại 22-26 Untertürkheimer, có một trại với ba trại lính cho 40 đến 80 lao động cưỡng bức Liên Xô. 2/3 nhà máy đã bị bom phá hủy vào năm 1945. Sau chiến tranh, nhà máy được đưa vào hoạt động trở lại. Nhà máy bị đóng cửa vào năm 1995 sau khi việc sản xuất pin khởi động cho xe hơi ở Berlin không còn đem lại lợi nhuận nữa.

### Leipa (Böhmen)
Trong những năm cuối của chiến tranh, một phần hoạt động sản xuất được chuyển đến một chi nhánh ở Leipa. Sau khi chiến tranh kết thúc, chi nhánh này đã bị đóng cửa

### Büdingen
Năm 1946, nhà máy tại Büdingen được thành lập do vị trí biệt lập với Berlin.

### Weiden
Năm 1987, nhà máy mới ở Weiden đi vào hoạt động, nơi sản xuất ra các chi tiết của pin công nghiệp và do đó đã giải tỏa đáng kể khối lượng công việc ở Berlin. Vào năm 2000, nhà máy đóng cửa vì các sản phẩm có thể được sản xuất với giá thành rẻ hơn nhiều trong nhà máy thuộc tập đoàn Bad Lauterberg của Deutsche Exide GmbH.

### Bồ Đào NhavàNigeria
Trong những năm 1980, Sonnenschein đã xây dựng các cơ sở sản xuất ở nước ngoài ở Porto Alto, Bồ Đào Nha và Nigeria. Cả hai nhà máy sau đó đã được bán.

## Phát minh

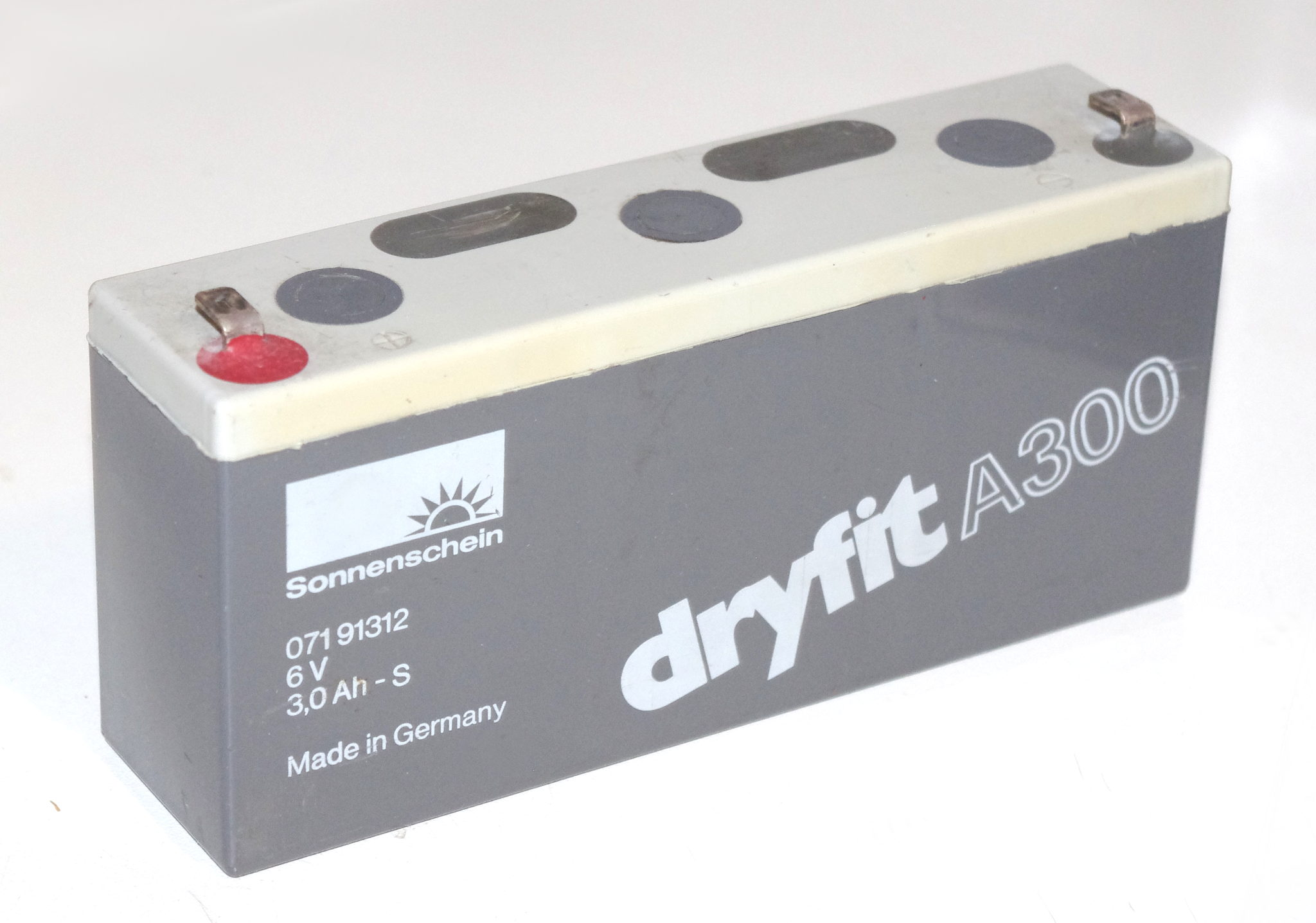
Ắc quy Dryfit

Không lâu sau chiến tranh, Otto Jache, người đã làm việc cho Sonnenschein, đã cố gắng làm đông dung dịch axit sulfuric lỏng bằng cái gọi là chất tạo gel, và bước đột phá đến vào năm 1957. Sonnenschein đã nộp đơn xin cấp bằng sáng chế cho công nghệ gel chì, và đã được cấp vào năm 1958 và công ty đã có một năm vàng. Ắc quy gel chì được bán trên thị trường trên toàn thế giới với tên thương hiệu "dryfit".

## Vị thế thị trường
Ngay từ đầu, Sonnenschein đã chế tạo những bộ ắc quy tương tự như các đối thủ cạnh tranh chính truyền thống ở Đức và là nhà sản xuất có thị phần lớn thứ tư ở Đức. Chuyên môn hóa đầu tiên diễn ra vào những năm 1950, khi Sonnenschein trở thành người dẫn đầu thị trường toàn cầu về pin khởi động cho xe máy. Tuy nhiên, Sonnenschein sau đó đã đánh mất vị trí này vào tay các đối thủ Hàn Quốc và chỉ giành lại được vị trí vững chắc trên thị trường thế giới nhờ công nghệ dryfit.

## Nhân viên
Sự phát triển về số lượng nhân viên là đặc trưng của thế kỷ 20. Năm 1926 có 5 công nhân và 1 nhân viên văn thư. Năm 1940 có 228 nhân viên (195 + 33). Sau đó, đỉnh cao vào năm 1943 là 338 nhân viên và đến năm 1950 lại giảm xuống còn 163. Trong thời kỳ kinh tế đỉnh cao, số lượng nhân viên liên tục tăng lên 994 người vào năm 1969. Trong những năm 1980, Sonnenschein đã tuyển dụng tới 1.100 người. Trong những năm 1990, con số này lại giảm xuống dưới 1000 và tiếp tục duy trì dưới giới hạn 1000 cho đến năm 2000.